# Adrar Yagour
Adrar Yagour är ett berg i Marocko.   Det ligger i regionen Marrakech-Safi, i den centrala delen av landet, 300 km söder om huvudstaden Rabat. 